# Lista de presidentes da Câmara dos Representantes dos Estados Unidos
O Presidente ou Speaker da Câmara é o título que recebe o presidente da Câmara dos Representantes, uma das câmaras do Congresso dos Estados Unidos. Estabelecido em 1789 pelo Artigo I da Constituição dos Estados Unidos, o cargo de Speaker é o segundo na ordem de sucessão presidencial, imediatamente após o Vice-presidente e antes do Presidente pro tempore do Senado.
Diferentemente das legislaturas do Sistema Westminster, nas quais o presidente é considerado um cargo não-partidário, nos Estados Unidos, o Presidente da Câmara é geralmente o líder do partido de maioria na presente legislatura. O Presidente normalmente não preside debates e reuniões mais específicas e também não exerce seu voto, apesar de delegar tal função aos demais membros da câmara. Além das incumbências relacionadas à condução dos procedimentos da Câmara dos Representantes, o Presidente também possui funções administrativas e simbólicas, além de representar seu distrito congressional.

## Presidentes da Câmara dos Representantes
Desde 1789, a Câmara dos Representantes dos Estados Unidos elegeu 126 novos presidentes. Dos 56 indivíduos que ocuparam o cargo desde então, 33 serviram em mandatos não-consecutivos. Embora listados mais de uma vez, estes mandatos alternados não contam como mais de uma ordem histórica.
| Nº                    | Presidente            | Presidente               | Estado            | Mandato                | Mandato               | Partido               |
| --------------------- | --------------------- | ------------------------ | ----------------- | ---------------------- | --------------------- | --------------------- |
| 1                     |                       | Frederick Muhlenberg     | Pensilvânia       | 1 de abril de 1789     | 4 de março de 1791    | Pró-Administração     |
| 2                     |                       | Jonathan Trumbull Jr.    | Connecticut       | 24 de outubro de 1791  | 4 de março de 1793    | Pró-Administração     |
| 3                     |                       | Jonathan Dayton          | Nova Jérsei       | 7 de dezembro de 1795  | 4 de março de 1797    | Federalista           |
| 4                     |                       | Theodore Sedgwick        | Massachusetts     | 2 de dezembro de 1799  | 4 de março de 1801    | Federalista           |
| 5                     |                       | Nathaniel Macon          | Carolina do Norte | 7 de dezembro de 1801  | 4 de março de 1803    | Democrata-Republicano |
| 5                     | 17 de outubro de 1803 | Nathaniel Macon          | Carolina do Norte | 4 de março de 1805     |                       | Democrata-Republicano |
| 5                     | 2 de dezembro de 1805 | Nathaniel Macon          | Carolina do Norte | 4 de março de 1807     |                       | Democrata-Republicano |
| 6                     |                       | Joseph Bradley Varnum    | Massachusetts     | 26 de outubro de 1807  | 4 de março de 1809    | Democrata-Republicano |
| 6                     | 22 de maio de 1809    | Joseph Bradley Varnum    | Massachusetts     | 4 de março de 1811     |                       | Democrata-Republicano |
| 7                     |                       | Henry Clay               | Kansas            | 4 de novembro de 1811  | 4 de março de 1813    | Democrata-Republicano |
| 7                     | 24 de maio de 1813    | Henry Clay               | Kansas            | 19 de janeiro de 1814  |                       | Democrata-Republicano |
| 8                     |                       | Langdon Cheves           | Carolina do Sul   | 19 de janeiro de 1814  | 4 de março de 1815    | Democrata-Republicano |
|                       |                       | Henry Clay               | Kansas            | 4 de dezembro de 1815  | 4 de março de 1817    | Democrata-Republicano |
| 1 de dezembro de 1817 | 4 de março de 1819    | Henry Clay               | Kansas            |                        |                       | Democrata-Republicano |
| 6 de dezembro de 1819 | 28 de outubro de 1820 | Henry Clay               | Kansas            |                        |                       | Democrata-Republicano |
| 9                     |                       | John W. Taylor           | Nova Iorque       | 15 de novembro de 1820 | 4 de março de 1821    | Democrata-Republicano |
| 10                    |                       | Philip Pendleton Barbour | Virgínia          | 4 de dezembro de 1821  | 4 de março de 1823    | Democrata-Republicano |
| 11                    |                       | Andrew Stevenson         | Virgínia          | 3 de dezembro de 1827  | 4 de março de 1829    | Jacksoniano           |
| 11                    | 7 de dezembro de 1829 | Andrew Stevenson         | Virgínia          | 4 de março de 1831     |                       | Jacksoniano           |
| 11                    | 5 de dezembro de 1831 | Andrew Stevenson         | Virgínia          | 4 de março de 1833     |                       | Jacksoniano           |
| 11                    | 2 de dezembro de 1833 | Andrew Stevenson         | Virgínia          | 2 de fevereiro de 1834 |                       | Jacksoniano           |
| 12                    |                       | John Bell                | Tennessee         | 2 de junho de 1834     | 4 de março de 1835    | Jacksoniano           |
| 13                    |                       | James K. Polk            | Tennessee         | 7 de dezembro de 1835  | 4 de março de 1837    | Jacksoniano           |
| 13                    | 4 de setembro de 1837 | James K. Polk            | Tennessee         | 4 de março de 1839     |                       | Jacksoniano           |
| 14                    |                       | Robert M. T. Hunter      | Virgínia          | 16 de dezembro de 1839 | 4 de março de 1841    | Whig                  |
| 15                    |                       | John White               | Kansas            | 31 de maio de 1841     | 4 de março de 1843    | Whig                  |
| 45                    |                       | John William McCormack   | Massachusetts     | 10 de janeiro de 1962  | 3 de janeiro de 1963  | Democrata             |
| 45                    | 9 de janeiro de 1963  | John William McCormack   | Massachusetts     | 3 de janeiro de 1965   |                       | Democrata             |
| 45                    | 4 de janeiro de 1965  | John William McCormack   | Massachusetts     | 3 de janeiro de 1967   |                       | Democrata             |
| 45                    | 10 de janeiro de 1967 | John William McCormack   | Massachusetts     | 3 de janeiro de 1969   |                       | Democrata             |
| 45                    | 3 de janeiro de 1969  | John William McCormack   | Massachusetts     | 3 de janeiro de 1971   |                       | Democrata             |
| 46                    |                       | Carl Albert              | Oklahoma          | 21 de janeiro de 1971  | 3 de janeiro de 1973  | Democrata             |
| 46                    | 3 de janeiro de 1973  | Carl Albert              | Oklahoma          | 3 de janeiro de 1975   |                       | Democrata             |
| 46                    | 14 de janeiro de 1975 | Carl Albert              | Oklahoma          | 3 de janeiro de 1977   |                       | Democrata             |
| 47                    |                       | Tip O'Neill              | Massachusetts     | 4 de janeiro de 1977   | 3 de janeiro de 1979  | Democrata             |
| 47                    | 15 de janeiro de 1979 | Tip O'Neill              | Massachusetts     | 3 de janeiro de 1981   |                       | Democrata             |
| 47                    | 5 de janeiro de 1981  | Tip O'Neill              | Massachusetts     | 3 de janeiro de 1983   |                       | Democrata             |
| 47                    | 3 de janeiro de 1983  | Tip O'Neill              | Massachusetts     | 3 de janeiro de 1985   |                       | Democrata             |
| 47                    | 3 de janeiro de 1985  | Tip O'Neill              | Massachusetts     | 3 de janeiro de 1987   |                       | Democrata             |
| 48                    |                       | Jim Wright               | Texas             | 6 de janeiro de 1987   | 3 de janeiro de 1989  | Democrata             |
| 48                    | 3 de janeiro de 1989  | Jim Wright               | Texas             | 6 de junho de 1989     |                       | Democrata             |
| 49                    |                       | Tom Foley                | Washington        | 6 de junho de 1989     | 3 de janeiro de 1991  | Democrata             |
| 49                    | 3 de janeiro de 1991  | Tom Foley                | Washington        | 3 de janeiro de 1993   |                       | Democrata             |
| 49                    | 5 de janeiro de 1993  | Tom Foley                | Washington        | 3 de janeiro de 1995   |                       | Democrata             |
| 50                    |                       | Newt Gingrich            | Geórgia           | 4 de janeiro de 1995   | 3 de janeiro de 1997  | Republicano           |
| 50                    | 7 de janeiro de 1997  | Newt Gingrich            | Geórgia           | 3 de janeiro de 1999   |                       | Republicano           |
| 51                    |                       | Dennis Hastert           | Illinois          | 6 de janeiro de 1999   | 3 de janeiro de 2001  | Republicano           |
| 51                    | 3 de janeiro de 2001  | Dennis Hastert           | Illinois          | 3 de janeiro de 2003   |                       | Republicano           |
| 51                    | 7 de janeiro de 2003  | Dennis Hastert           | Illinois          | 3 de janeiro de 2005   |                       | Republicano           |
| 51                    | 3 de janeiro de 2005  | Dennis Hastert           | Illinois          | 3 de janeiro de 2007   |                       | Republicano           |
| 52                    |                       | Nancy Pelosi             | Califórnia        | 6 de janeiro de 2009   | 3 de janeiro de 2011  | Democrata             |
| 52                    | 3 de janeiro de 2019  | Nancy Pelosi             | Califórnia        | 3 de janeiro de 2023   |                       | Democrata             |
| 53                    |                       | John Boehner             | Ohio              | 5 de janeiro de 2011   | 3 de janeiro de 2013  | Republicano           |
| 53                    | 3 de janeiro de 2013  | John Boehner             | Ohio              | 3 de janeiro de 2015   |                       | Republicano           |
| 53                    | 6 de janeiro de 2015  | John Boehner             | Ohio              | 29 de outubro de 2015  |                       | Republicano           |
| 54                    |                       | Paul Ryan                | Wisconsin         | 29 de outubro de 2015  | 3 de janeiro de 2017  | Republicano           |
| 54                    | 3 de janeiro de 2017  | Paul Ryan                | Wisconsin         | 3 de janeiro de 2019   |                       | Republicano           |
| 55                    |                       | Kevin McCarthy           | Califórnia        | 7 de janeiro de 2023   | 3 de outubro de 2023  | Republicano           |
| Pro tempore           |                       | Patrick McHenry          | Carolina do Norte | 3 de outubro de 2023   | 25 de outubro de 2023 | Republicano           |
| 56                    |                       | Mike Johnson             | Luisiana          | 25 de outubro de 2023  | Incumbente            | Republicano           |